# Weierstraßsche Zerlegungsformel
Die Weierstraßsche Zerlegungsformel ist eine Formel aus der reellen Analysis und geht zurück auf den deutschen Mathematiker Karl Weierstraß. Sie zerlegt Werte differenzierbarer Funktionen in zwei Summanden: erstens den Wert der Tangentenfunktion der Ausgangsfunktion bezüglich eines Punktes des Definitionsbereiches und zweitens das Restglied beziehungsweise den Fehler der linearen Approximation.
Diese Formel ist fundamental in der Differentialrechnung, da die Weierstraßsche Zerlegbarkeit äquivalent ist zu der grundlegenden Eigenschaft der Differenzierbarkeit von Funktionen. Sie ist beispielhaft für Weierstraß’ Verdienste um die Systematisierung und Exaktifizierung der Analysis.

## Bedeutung der Formel
Die Darstellung der Funktionswerte durch die Weierstraßsche Zerlegungsformel erfolgt in der Regel mithilfe einer Funktion {\displaystyle R_{f}} von zwei Variablen, die entsprechend {\displaystyle f} definiert wird. Ihre Funktionswerte geben die Wertedifferenz zwischen der Tangentenfunktion {\displaystyle t} und der Funktion {\displaystyle f} an, wobei der Graph von {\displaystyle t} den von {\displaystyle f} in {\displaystyle x_{o}} berührt:
{\displaystyle f(x)=t(x,x_{o})+R_{f}(x,x_{o})=f'(x_{o})\cdot (x-x_{o})+f(x_{o})+R_{f}(x,x_{o})}.
Die Bedeutung dieser Formel liegt vor allem in der Beschaffenheit des Restgliedes {\displaystyle R_{f}(x,x_{o})}: Der genaue Verlauf der Funktion {\displaystyle R_{f}} ist zwar oft uninteressant, bedeutsam ist jedoch, dass sie in einer Umgebung von {\displaystyle x_{o}} definiert ist und für den Grenzübergang {\displaystyle x\to x_{o}} mit höherer als linearer Ordnung gegen {\displaystyle 0} konvergiert (vgl. Konvergenzgeschwindigkeit). Deshalb kann {\displaystyle R_{f}} wie folgt umgeschrieben werden: {\displaystyle R_{f}(x,x_{o})=r_{f}(x,x_{o})\cdot (x-x_{o})} mit
{\displaystyle \textstyle \lim _{x\to x_{o}}r_{f}(x,x_{o})=0}.
Es ergeben sich einige Aspekte:
Aufgrund der quadratischen Konvergenz des Restgliedes ist die Tangentenfunktion {\displaystyle t} selbst die optimale lokale lineare Approximation der Funktion {\displaystyle f} bezüglich {\displaystyle x_{o}}. Das Attribut „lokal“ drückt hierbei aus, dass im Allgemeinen genau die Argumente aus einer (abhängig von der konkurrierenden Approximationsfunktion) hinreichend kleinen Umgebung von {\displaystyle x_{o}} die besseren Funktionswertenäherungen liefern. Dieses Verhalten wird zum Beispiel bei den bekannten Näherungsformeln {\displaystyle \sin x\approx x} und {\displaystyle \tan x\approx x} für Argumente in einer kleinen Umgebung von {\displaystyle 0} genutzt.
Die Äquivalenz von Differenzierbarkeit und Weierstraßscher Zerlegbarkeit ermöglicht alternativ zur Existenzaussage über den Differentialquotienten eine andere Schreibweise für die Eigenschaft der Differenzierbarkeit und damit einen anderen Zugang zur Infinitesimalrechnung.

## Beweis
Die Äquivalenz von Weierstraßscher Zerlegbarkeit und Differenzierbarkeit wird durch den Beweis der Implikation in beide Richtungen gezeigt.

### Schluss von Differenzierbarkeit auf Zerlegbarkeit
Es wird gezeigt, dass bei der Zerlegung einer differenzierbaren Funktion in genannter Weise tatsächlich das Restglied schneller als linear gegen {\displaystyle 0} konvergiert und damit in der Schreibweise mithilfe der Funktion {\displaystyle r_{f}} darstellbar ist.
Sei {\displaystyle x} mit {\displaystyle x\neq x_{o}} beliebig aus einer Umgebung von {\displaystyle x_{o}} gewählt, in der {\displaystyle f} definiert ist, und sei {\displaystyle f} differenzierbar in {\displaystyle x_{o}}. Dann ist
{\displaystyle f(x)=f'(x_{o})\cdot (x-x_{o})+f(x_{o})+R_{f}(x,x_{o})}
{\displaystyle \Longleftrightarrow {\frac {f(x)-f(x_{o})-f'(x_{o})\cdot (x-x_{o})}{x-x_{o}}}={\frac {R_{f}(x,x_{o})}{x-x_{o}}}}.
Da {\displaystyle f} in {\displaystyle x_{o}} differenzierbar ist, konvergiert die linke Seite der Gleichung für {\displaystyle x\to x_{o}} und es ergibt sich die gewünschte Eigenschaft des Restgliedes:
{\displaystyle \lim _{x\to x_{o}}\left({\frac {f(x)-f(x_{o})}{x-x_{o}}}-f'(x_{o})\right)=0=\lim _{x\to x_{o}}{\frac {R_{f}(x,x_{o})}{x-x_{o}}}}.

### Schluss von Zerlegbarkeit auf Differenzierbarkeit
Es wird von der Zerlegungsformel für die Funktion {\displaystyle f} ausgegangen, wobei der Term {\displaystyle f'(x_{o})}, dessen Existenz die Behauptung ist, durch einen reellen Wert {\displaystyle c(x_{o})} einer geeignet definierten Funktion {\displaystyle c} ersetzt wird.
Sei {\displaystyle x} wie im vorangegangenen Beweis gewählt und {\displaystyle r_{f}} eine von {\displaystyle f} abhängende Funktion mit {\displaystyle \textstyle \lim _{x\to x_{o}}r_{f}(x,x_{o})=0}.
Es gilt also
{\displaystyle f(x)=c(x_{o})\cdot (x-x_{o})+f(x_{o})+r_{f}(x,x_{0})\cdot (x-x_{o})\Longleftrightarrow {\frac {f(x)-f(x_{o})}{x-x_{o}}}=c(x_{o})+r_{f}(x,x_{o})}.
Die rechte Seite der Gleichung konvergiert für den Grenzübergang {\displaystyle \ x\to x_{o}}, da {\displaystyle \ c} nur von {\displaystyle \ x_{o}} abhängt und damit existiert der Differentialquotient. Darüber hinaus ergibt sich sogar {\displaystyle \ c(x_{o})=f'(x_{o})}.

## Andere Schreibweisen
- Analog zu den Varianten der Schreibweise des Differenzenquotienten kann man die oben ausgeführte Schreibweise der Zerlegungsformel mit der Bezugsstelle {\displaystyle x_{o}} und der Variablen {\displaystyle x} auch mittels {\displaystyle x_{o}} und der Differenz {\displaystyle h} oder auch {\displaystyle \Delta x} zwischen der Variablen und der Bezugsstelle ausdrücken. Dann heißt die Zerlegungsformel {\displaystyle \ f(x_{o}+h)=f'(x_{o})\cdot h+f(x_{o})+R_{f}(h,x_{o}).} Dabei ist hinsichtlich der Werte von {\displaystyle R_{f}} zu beachten, dass die Eigenschaft des mindestens quadratischen Verschwindens für den Grenzübergang {\displaystyle h\to 0} der Argumente {\displaystyle (h,x_{o})} erfolgt, {\displaystyle R_{f}} also folglich in einer Umgebung von {\displaystyle 0} bezüglich der ersten Variable betrachtet wird.

- Außerdem kann man {\displaystyle R_{f}} auch als Funktion von nur einer Variablen definieren, nämlich {\displaystyle x} im oben verwendeten Sinne (oder {\displaystyle h} bei der variierten Schreibweise), wenn man bei deren Verwendung stets darauf hinweist, dass man lediglich ein spezielles und konstantes {\displaystyle x_{o}} verwendet.

- Eine Schreibweise mit {\displaystyle \Delta x} legt nahe, die Formel zusätzlich mit {\displaystyle \Delta y:=f(x_{o}+\Delta x)-f(x_{0})} zu formulieren: {\displaystyle \Delta y=f'(x_{o})\cdot \Delta x+R_{f}(\Delta x,x_{0}).} Dabei kann allerdings das Missverständnis von {\displaystyle \Delta y} als tatsächliche Funktionswertedifferenz von {\displaystyle f} auftreten, obwohl in Wirklichkeit nur der lineare Zuwachs gemeint ist. Diesem Problem kann man ausweichen, indem man anstatt der Delta-Schreibweise die leibnizsche Differentialschreibweise mit {\displaystyle dx} und {\displaystyle dy} nutzt, die sich im Grunde genommen aus der lokalen Zerlegung der Funktion ergibt.